# بدون ناقوس عروسی
بدون ناقوس عروسی (انگلیسی: No Wedding Bells) یک فیلم کمدی صامت کوتاه آمریکایی به کارگردانی لری سمون است که در سال ۱۹۲۳ منتشر شد. از بازیگران این فیلم می‌توان به اولیور هاردی، لری سمون، لوسیل کارلایل، گلن کاوندر، اسپنسر بل و کتلین مایرز اشاره کرد.